# Antonio Vanella

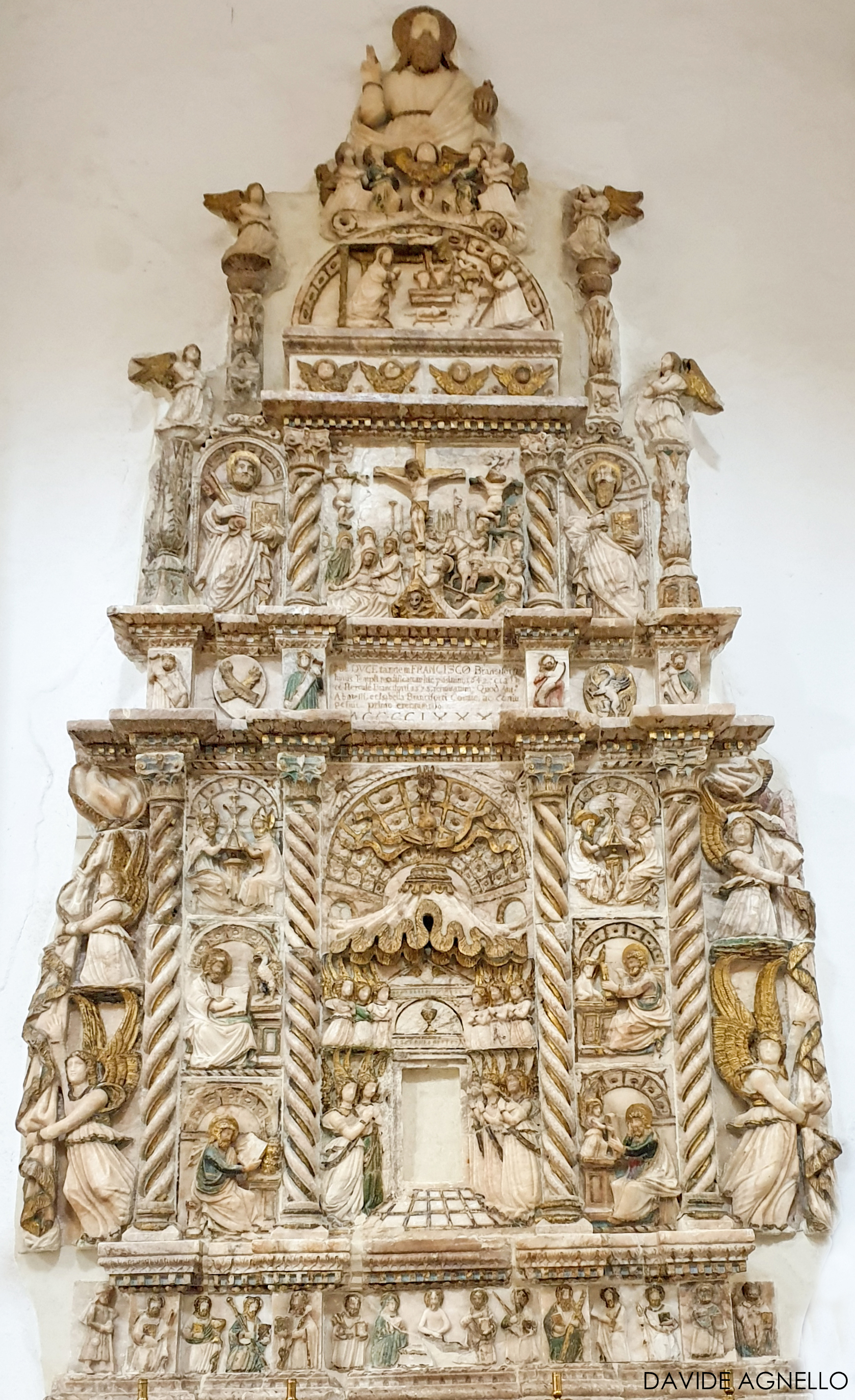
Ciborio, duomo di San Nicola di Bari di Cammarata.

Antonio Vanella (Carrara, fine XV secolo – 1523) è stato uno scultore italiano.

## Biografia
Nasce a Carrara alla fine del XV secolo. Appartiene alla corrente toscano-carrarese già attiva presso la Corte Partenopea. I componenti in cerca di nuove committenze si spingono più a Sud stabilendosi in parte a Messina, a Palermo e relative province. La corrente introduce in Sicilia lo stile Rinascimentale con opere d'arte sacra e profana che spaziano dai monumenti celebrativi a quelli commemorativi. Dediti alla statuaria in qualità di "sculptores" o "magistri marmorarii", anche come costruttori ed architetti "fabricatores", Il Vanella è annoverato nell'elenco del "Privilegium pro marmorariis et fabricatoribus" stilato in Palermo il 18 settembre 1487 e spesso citato nella monumentale opera di Gioacchino Di Marzo negli anni 1868 - 1880 circa la scultura e gli artisti operanti in Sicilia a cavallo del XIV, XV e XVI secolo.
Nelle cave di Carrara cura l'estrazione dei marmi per conto di Michelangelo Buonarroti. Nel 1475 è documentato a Palermo. Socio in attività col corregionale Andrea Mancino.
Statua in marmo della "Vergine col Bambino" del 1500 (?) autografa, "hoc opus fecit M. Ant. Vanelli Paomi", affine più alle opere di Domenico che di Antonello Gagini.
Parecchie opere autografe sono presenti nel comprensorio dei Nebrodi.

## Opere
- 1480, Lapide, manufatto marmoreo commissionato da Pietro di Trapani, opera custodita nella chiesa di Santa Cita di Palermo.[1]
- 1490, Ciborio, manufatto marmoreo eseguita in collaborazione con Andrea Mancino, opera custodita nel duomo di San Nicola di Bari di Cammarata.[2]
- 1498, Madonna delle Grazie, statua marmorea, opera custodita nella chiesa di Sant'Agata di Sutera di Caltanissetta.[3]
- 1497 - 1499, Ciborio marmoreo, manufatto realizzato in collaborazione con Andrea Mancino, decorato da rilievi con scene della Passione di Cristo, figure di profeti, angeli, San Pietro Apostolo, San Paolo Apostolo e l'Annunciazione. Opera custodita nella cattedrale di San Nicolò di Nicosia.[1]
- 1499, Madonna della Grazia, statua marmorea eseguita in collaborazione con Andrea Mancino; nello scanello le raffigurazioni della Nascita di Gesù e lateralmente dell'Annunciazione. Opera custodita nel duomo di San Giorgio Martire di Caccamo.
- 1500 (?), Madonna col Bambino, statua marmorea, scultura autografa, opera custodita nella basilica cattedrale di San Bartolomeo di Patti.
- 1500 (?), Vergine col bambino, statua marmorea, opera custodita nella chiesa del Collegio o di San Giovanni Evangelista di Petralia Soprana.
- 1507, Portale, manufatto marmoreo, commissionato dall'arcivescovo palermitano Giovanni Paternò, opera presente nella chiesa del monastero di San Giovanni ex Santa Maria degli Angeli, antico Cenobio dei Monaci Benedettini oggi dei Minori Osservanti Francescani di Baida.[1]